# Honda Element
Honda Element — компактний кросовер, що випускався компанією Honda з 2003 по 2011 рік. Офіційні продажі почалися в 2003 році в США, Канаді та Японії. 

## Опис

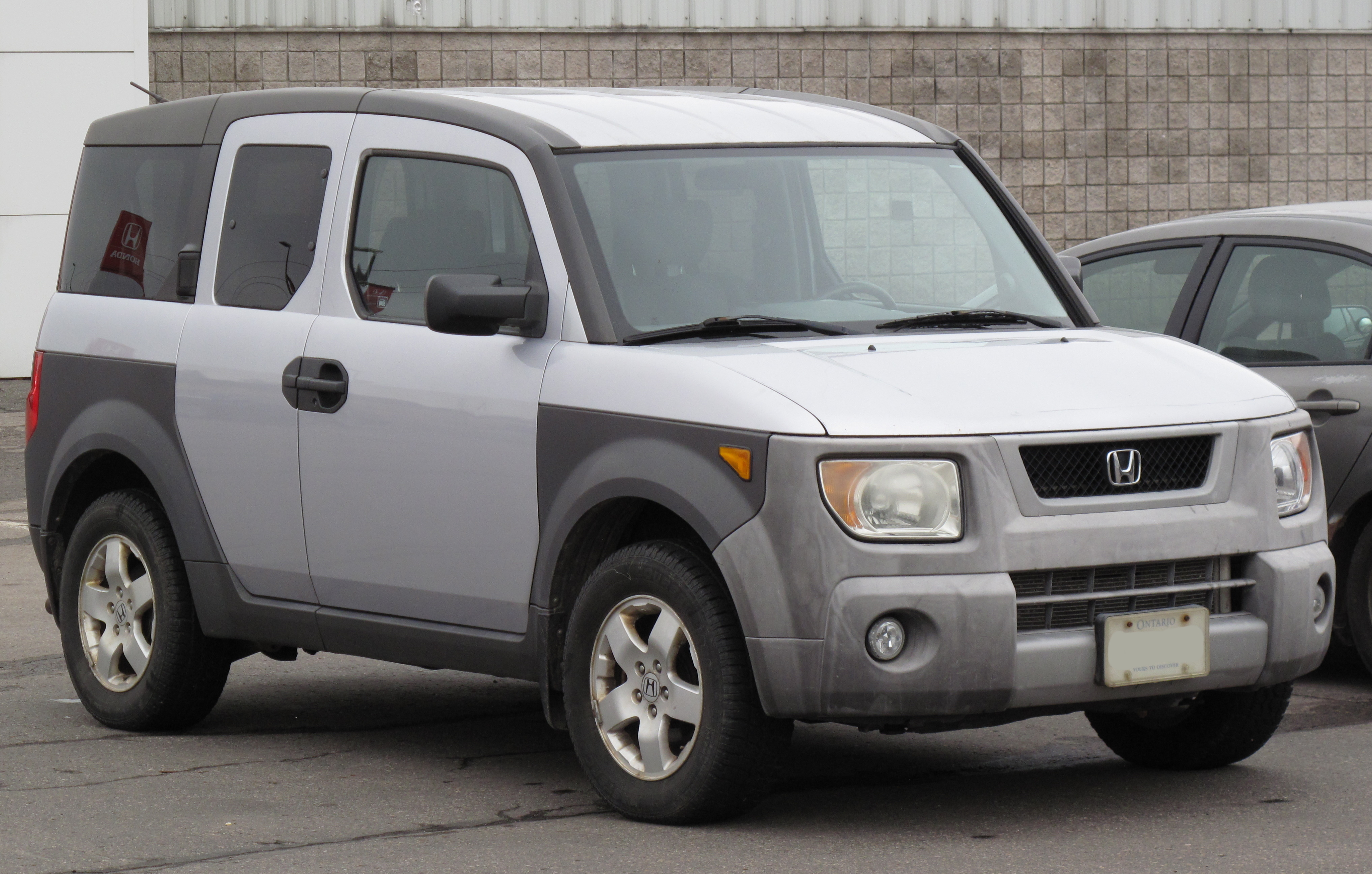
Honda Element (2002-2008)

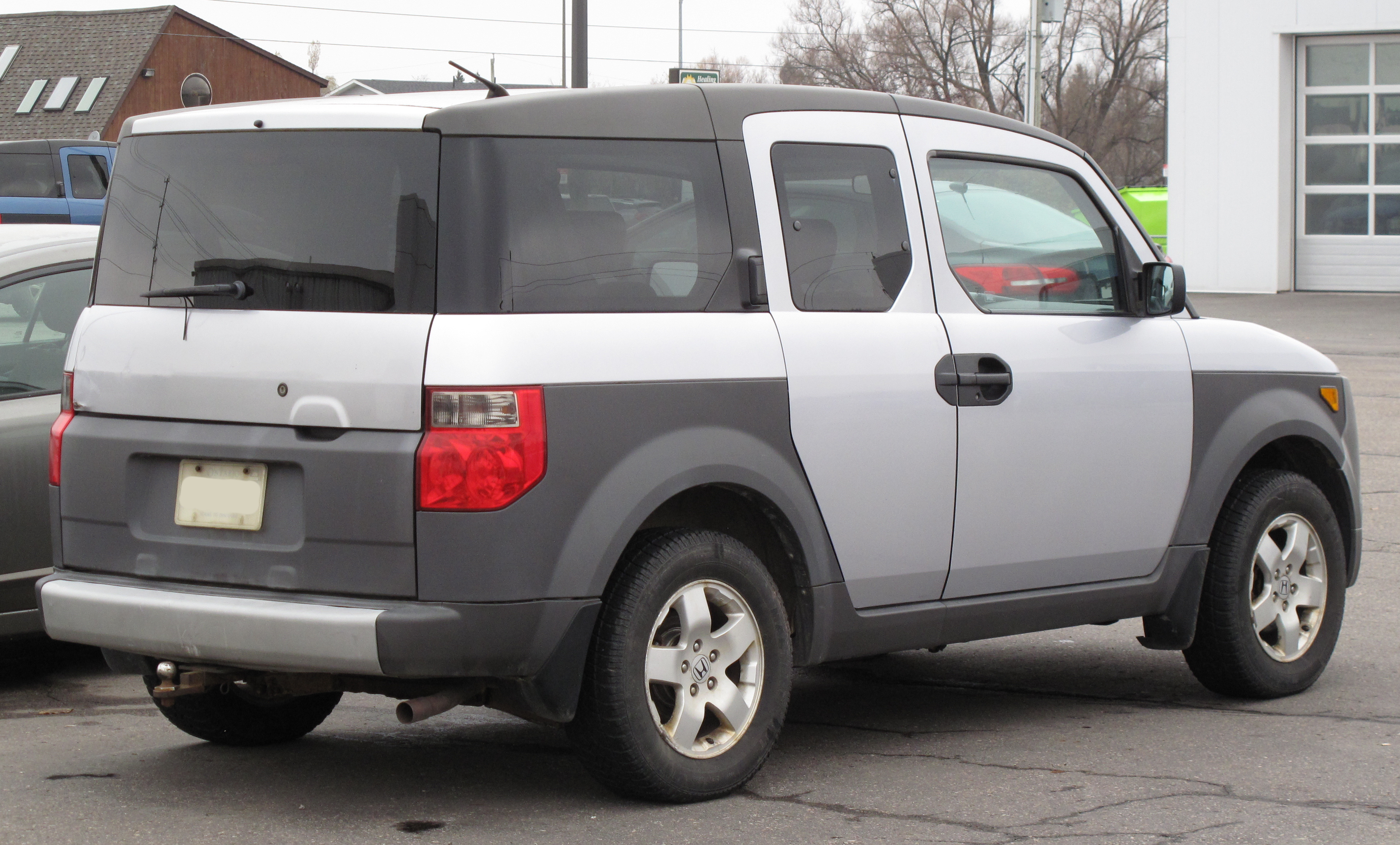

Element побудований на базі Honda CR-V, але в зовсім іншій, кубоподібній концепції дизайну кузова. Він коротший на 30 мм, колісна база скорочена на 43 мм, вищий на 198 мм і колія передніх коліс вуща на 43 мм.
В Element встановлений чотирициліндровий Honda K мотор об'ємом 2.4 літра K24A4 i-VTEC, потужністю 166 к.с. (119 кВт) при 5500 об/хв, і крутний момент 218 Нм при 4500 об/хв. Двигуни цього ж типу встановлюються на Honda Accord і Honda CR-V.
Використовувана ходова частина від CR-V піддалася серйозній модернізації, і, так як Element не має центральної стійки, у нього посилені з'єднання, пороги, встановлені додаткові ребра жорсткості (по п'ять на кожну сторону), в тому числі і в задні двері.
Element випускався як з передньопривідною, так і з повнопривідною гідромеханічною трансмісією DPS (dual pump system). Має варіанти як з механічною, так і автоматичною коробкою передач.

### Базова комплектація
З 2010 року оснащується: кондиціонером, 16-дюймовими литими дисками, круїз-контролем, тахометром, сервокермом, мультикермом, системою підкачки шин і відображенням тиску, радіо, CD-плеєром, навігаційною системою, сабвуфером, складними сидіння другого ряду, кріпленням для вантажу, люком з ручним відкриванням, центральним замком, протиугінною системою, антиблокувальною системою гальм, системою допомоги при екстреному гальмуванні, антипробуксовочною системою, системою курсової стійкості, повним приводом, водійською подушкою безпеки, передніми бічними подушками безпеки, подушкою безпеки переднього пасажира, склопідйомниками, передніми шторками безпеки, системою дистанційного відкриття і закриття дверей, денними ходовими вогнями, переднім спойлером і захистом двигуна і днища. 

### Безпека
У 2011 році Honda Element тестувався в Страховому Інституті Безпеки Дорожнього Руху і отримав "добре" по параметрам фронтальний удар, бічна сторона, міцність даху, підголівники і сидіння.